# PROMiSE
「PROMiSE」（プロミス）は、日本の歌手MiChiのデビューシングル。

## 解説
- タイトル曲「PROMiSE」は友達や母に歌手になると約束して、イギリスから日本に来て、感じたことを歌にした[1]。
- カップリング曲「HEy GirL」は元々は完全英語詞だった曲で、日本語を大幅に加えた歌詞にリライトして変わった曲。「Sk8er Boi」はアヴリル・ラヴィーンの同名曲をカバー。
- タイトル曲「PROMiSE」は、2008年の春に逗子で行われた音楽イベントで初披露された。

## 収録曲
（全作詞：MiChi／作曲・編曲：Tomokazu “T.O.M” Matsuzawa（特記以外））
1. PROMiSE
2. HEy GirL
3. Sk8er Boi
  - 作詞・作曲：Avril Lavigne、Lauren Christ、Scott Spock、Graham Edwards
4. Fxxk You And Your Money（ED BANGER ALL STARS remix remixed by BUSY P & DSL at DSL LAB in Paris）

## タイアップ
PROMiSE
- au「Smart Sports」CMソング
- エムティーアイ「music.jp」CMソング
- テレビ埼玉「ひるたま」エンディングテーマ
- CBCラジオ「ワカサギ」エンディングテーマ

HEy GirL
- ソニー「XB×MTV×MiChi」CMソング